# Đi tìm Dory
Đi tìm Dory (tựa gốc tiếng Anh: Finding Dory) là một bộ phim hoạt hình máy tính 3D của Mỹ đang được công chiếu sản xuất bởi Pixar Animation Studios và phát hành bởi Walt Disney Pictures. Bộ phim là phần tiếp theo của phim Đi tìm Nemo năm 2003 của Pixar. Andrew Stanton, đạo diễn của phần trước trở lại trong vai trò là đạo diễn và biên kịch cho phần tiếp theo, cùng với Angus MacLane trong vai trò đồng đạo diễn. Phim này từ những nhà tạo ra Đi tìm Nemo (Finding Nemo) và Những mảnh ghép cảm xúc (Inside Out). Bộ phim được lên kế hoạch phát hành vào ngày 17 tháng sáu, 2016. Hãng cũng xác nhận rằng những nhân vật trong bộ phim trước sẽ tái xuất hiện trong phần tiếp theo, bao gồm Dory, Nemo, Marlin và "Hội Bể cá" (Tank Gang).
Đi tìm Dory sẽ tập trung vào chứng hay quên của nhân vật Dory, và khám phá cái ý tưởng đoàn tụ gia đình của cô. Bối cảnh phim diễn ra sáu tháng sau cuộc hành trình Đi tìm Nemo và rời khỏi bờ biển California. Phim khởi chiếu tại Việt Nam ngày 17 tháng 6 năm 2016.

## Cốt truyện
Phim lấy bối cảnh 6 tháng sau khi chú cá hề con Nemo mất tích trở về. Một hôm, trong khi đang ở trường học ở Rặng Đá Ngầm (Coral Reef), Dory đột nhiên nhớ lại những kỷ niệm thời thơ ấu của mình. Cô ra đi và tìm đến một học viện dành cho các loài động vật biển, tại đây, cô trở thành bạn của bạch tuộc Hank, nhân vật sau này trở thành người dẫn đường của cô.

## Nội dung
Dory, một con cá đuôi gai xanh bị tách khỏi cha mẹ cô là Jenny và Charlie khi còn nhỏ. Khi lớn lên, Dory cố gắng tìm kiếm chúng, nhưng dần dần quên chúng do mất trí nhớ ngắn hạn. Sau đó, cô tham gia với chú cá hề Marlin, tìm kiếm Nemo. (Như được mô tả trong Đi tìm Nemo).
Một năm sau khi gặp Marlin và Nemo, Dory đang sống cùng họ trong rạn san hô của họ. Một ngày nọ, Dory hồi tưởng và nhớ về cha mẹ mình. Cô quyết định đi tìm chúng, nhưng vấn đề trí nhớ của cô là một trở ngại. Cô đột nhiên nhớ rằng họ đã sống ở "Viên ngọc của Vịnh Morro, California" bên kia đại dương khi Nemo nhắc đến cái tên đó.
Marlin và Nemo đồng hành cùng Dory trong cuộc hành trình của cô. Với sự giúp đỡ của Crush, người bạn rùa biển của họ, họ đi tàu California Current đến California.  Khi đến nơi, họ khám phá một con tàu đắm chứa đầy hàng hóa bị thất lạc, nơi Dory vô tình đánh thức một con mực khổng lồ Humboldt, kẻ đang truy đuổi họ và gần như ăn tươi nuốt sống Nemo. Họ cố gắng bẫy con mực trong một thùng vận chuyển lớn, và Marlin mắng mỏ Dory vì đã gây nguy hiểm cho họ. Cảm xúc của cô bị tổn thương, Dory lên mặt nước để tìm kiếm sự giúp đỡ, nơi cô bị bắt bởi các nhân viên từ điểm đến gần đó của bộ ba, Viện Sinh vật biển.
Dory được đưa vào diện cách ly và được gắn thẻ. Ở đó, cô gặp một con bạch tuộc bảy chân ngổ ngáo tên là Hank. Thẻ của Dory đánh dấu việc cô ấy được chuyển đến một thủy cung ở Cleveland, Ohio. Hank, người lo sợ bị thả trở lại đại dương, đồng ý giúp Dory tìm bố mẹ để đổi lấy thẻ của cô. Trong một lần trưng bày, Dory gặp người bạn thời thơ ấu của cô là Destiny, một con cá mập voi cận thị, người từng giao tiếp với Dory thông qua đường ống, và Bailey, một con cá voi beluga, người nhầm tưởng rằng mình đã mất khả năng định vị bằng tiếng vang. Dory sau đó đã hồi tưởng về cuộc sống với cha mẹ của mình và đấu tranh để nhớ lại các chi tiết. Cuối cùng, cô nhớ lại mình đã bị chia cắt như thế nào: một đêm tình cờ nghe thấy tiếng mẹ khóc, cô bỏ đi lấy một chiếc vỏ để cổ vũ tinh thần, và bị một dòng nước ngầm kéo ra đại dương.
Marlin và Nemo cố gắng giải cứu Dory. Với sự giúp đỡ của hai con sư tử biển California lười biếng tên là Fluke và Rudder và một con lươn thông thường tên là Becky, họ đã vào được viện và tìm thấy cô trong hệ thống đường ống. Những con cá đuôi gai xanh khác nói với họ rằng cha mẹ của Dory đã trốn khỏi viện từ lâu để tìm kiếm cô và không bao giờ quay trở lại, khiến Dory tin rằng họ đã chết. Hank lấy lại Dory từ bể cá, vô tình bỏ lại Marlin và Nemo. Sau đó, anh ta bị bắt bởi một trong những nhân viên và vô tình thả Dory xuống cống, đẩy cô ra biển. Trong khi lang thang không mục đích, cô bắt gặp một vệt đạn pháo, nhớ rằng khi cô còn nhỏ, cha mẹ cô đã vạch ra một con đường tương tự để giúp cô tìm đường trở về nhà, cô đã đi theo nó. Ở cuối con đường mòn, Dory tìm thấy một tảng san hô trống rỗng với nhiều con đường mòn dẫn đến nó. Khi cô ấy quay đi, cha mẹ cô ấy đã đến. Họ nói với cô rằng họ đã dành nhiều năm để đặt những con đường mòn để cô đi theo với hy vọng rằng cuối cùng cô sẽ tìm thấy chúng.
Marlin, Nemo và Hank kết thúc trong chiếc xe tải chở các sinh vật thủy sinh khác nhau đến Cleveland. Destiny và Bailey trốn thoát khỏi khu trưng bày của họ để giúp Dory giải cứu họ. Khi đã lên xe tải, Dory thuyết phục Hank quay trở lại biển cùng cô, và cùng nhau, họ cướp chiếc xe tải và lái nó qua các đường cao tốc đông đúc, gây hỗn loạn các tuyến đường, sau đó lao thẳng xuống biển, giải thoát tất cả các sinh vật thủy sinh. Dory, cùng với cha mẹ và những người bạn mới, quay trở lại rạn san hô với Marlin và Nemo. Hank bắt đầu thích nghi với lối sống hạnh phúc ở đại dương và cũng trở thành giáo viên cho trường học của Nemo.
Trong một đoạn ở phần post-credit, Băng đảng "Hội Bể cá" (từ Đi tìm Nemo) vẫn bị mắc kẹt bên trong túi nhựa (bây giờ được bao phủ bởi tảo), đến California một năm sau khi trôi qua Thái Bình Dương, nơi họ được các nhân viên vớt từ Viện sinh vật biển.

## Phân vai
- Ellen DeGeneres vai Dory, một con cá đuôi gai xanh Thái Bình Dương.[14]
- Albert Brooks vai Marlin, một con cá hề ocellaris, bố của Nemo và cũng là bạn của Dory.[14]
- Hayden Rolence vai Nemo, con trai của cá hề ocellaris Marlin.
- Diane Keaton vai Jenny, mẹ Dory.[14]
- Eugene Levy vai Charlie, bố Dory.[14]
- Kaitlin Olson vai Destiny, một con cá nhám voi bị cận thị, là bạn thuở nhỏ của Dory.[15][16]
- Dominic West vai Rudder, một con sư tử biển California cũng là bạn của Fluke.[17]
- Idris Elba vai Fluke, một con sư tử biển California cũng là bạn của Rudder.[17]
- Ed O'Neill vai Hank, một con bạch tuộc đỏ Đông Thái Bình Dương nóng tính có bảy xúc tu.[10]
- Ty Burrell vai Bailey, một con cá voi trắng bị tạm thời mất khả năng định vị bằng sóng âm do bị thương.[14]
- Bob Peterson vai Mr. Ray, một chú cá ó sao, là thầy của Nemo.
- Andrew Stanton vai Crush, một con đồi mồi dứa sống ở dòng Hải lưu phía Đông nước Úc.
- Sigourney Weaver vai chính mình, người thông báo cho các tin nhắn được ghi lại được phát qua hệ thống truyền thanh công cộng của viện
- Bill Hader vai Stan, một con cá vược cỏ và là chồng của Inez
- Kate McKinnon vai Inez, vợ của Stan
- Alexander Gould vai Passenger Carl, tài xế xe tải giao hàng cho viện. Gould đã từng lồng tiếng cho Nemo trong Đi tìm Nemo
- Torbin Xan Bullock vai  Gerald, một con sư tử biển California muốn nằm trên tảng đá do Fluke và Rudder chiếm giữ chỉ để bị từ chối liên tục
- Gabriel C. Brown vai Becky, một con chim lặn giúp đỡ Marlin và Nemo
- Katherine Ringgold vai Kathy, một con cá kỳ lân mũi to
- Bennett Dammann vai Squirt, con trai của Crush
- John Ratzenberger vai Husband Crab (Bill)
- Angus MacLane vai Cá mặt trăng "Charlie Back-and-Forth"
- Willem Dafoe vai Gill, một con cá thù lù và là thủ lĩnh của hội bể cá (Tank gang), bạn trong bể của Nemo trong phim trước[18]
- Vicki Lewis vai Deb (và chị gái cô, "Flo", ảnh phản chiếu của Deb), một con cá thia đá bốn sọc, một người bạn trong bể của Nemo trong phim trước.[19][20]
- Brad Garrett vai Bloat, một chú cá nóc, thành viên của hội bể cá.
- Allison Janney vai Peach, một chú sao biển màu hồng, thành viên hộ bể cá.
- Austin Pendleton vai Gurgle, một chú cá gramma hoàng gia, thành viên hội bể cá.
- Stephen Root vai Bubbles, a chú cá đuôi gai vàng, thành viên hội bể cá.
- Jerome Ranft vai Jacques, một chú tôm bác sĩ, thành viên hội bể cá.

Hãng thông báo rằng Nemo và cả "hội bể cá" sẽ trở lại cũng như những nhân vật được khán giả để ý khác trong phim trước. Tuy nhiên, chưa biết rằng liệu chú tôm Pháp Jacques có xuất hiện trong phần tiếp theo hay không bởi vì diễn viên lồng tiếng của nhân vật này, Joe Ranft, đã qua đời trong một vụ tai nạn xe hơi ngày 16 tháng 8 năm 2005 trong khi đang sản xuất phim Cars. Cũng chưa biết rằng liệu diễn viên lồng tiếng cho nhân vật Nemo, Alexander Gould, có tiếp tục lồng tiếng cho nhân vật này hay không bởi vì cậu chỉ mới 9 tuổi khi đang sản xuất bộ phim trước, và giọng của cậu cũng đã thay dổi nhiều, trầm dần theo thời gian.

## Phát hành
Đi tìm Dory được lên kế hoạch ra mắt công chúng vào ngày 17 tháng 6, năm 2016.